# 배트맨 3: 포에버
《배트맨 3 - 포에버》(영어: Batman Forever)는 밥 케인과 빌 핑거가 DC 코믹스의 캐릭터 배트맨을 원작으로 한 미국의 1995년 슈퍼히어로 영화이다. 배트맨 영화 시리즈의 세 번째 작품으로, 배트맨 2의 후속작이다. 조엘 슈매커 감독이 연출하고 팀 버튼과 피터 맥그리거-스콧이 제작한 이 영화에서는 마이클 키턴을 대신하여 발 킬머가 브루스 웨인/배트맨 역을 맡고, 토미 리 존스, 짐 캐리, 니콜 키드먼, 크리스 오도넬이 함께 출연한다. 이 영화는 배트맨이 투페이스(존스)와 리들러(캐리)가 자신의 비밀 정체를 밝히고 고담 시민들의 기억에서 정보를 추출하는 것을 막으려 애쓰는 모습을 따라간다. 동시에 심리학자 체이스 메리디언 박사(키드먼)에 대한 그의 감정을 헤쳐나가고, 고아가 된 곡예사 딕 그레이슨(오도넬)을 입양하게 되는데, 딕 그레이슨은 그의 파트너이자 가장 친한 친구인 로빈 (DC 코믹스)이 된다.
슈마허는 버튼 감독 영화의 어둡고 디스토피아적인 분위기를 피하기 위해 딕 스프랭 시대의 배트맨 만화책과 1960년대 TV 시리즈에서 영감을 얻었다. 키턴이 자신의 역할을 다시 맡지 않기로 결정한 후, 윌리엄 볼드윈과 에단 호크가 대체 배우로 거론되었고, 결국 발 킬머가 캐스팅되었다.
배트맨 포에버는 1995년 6월 16일 개봉했지만, 비평가들의 평가는 엇갈렸다. 비주얼, 액션 시퀀스, 사운드트랙은 호평했지만, 각본과 이전 두 영화와의 분위기 차이를 비판했다. 이 영화는 흥행에 성공하여 전 세계적으로 3억 3,600만 달러 이상의 수익을 올렸고, 1995년 흥행 6위를 기록했다. 1997년에는 배트맨 4: 배트맨과 로빈이 개봉했는데, 슈마허가 감독으로, 오도넬이 로빈으로, 조지 클루니가 킬머를 대신하여 배트맨 역을 맡았다.

## 줄거리
고담시에서 배트맨은 전 지방 검사 하비 덴트가 조직한 인질극을 해결하고, 덴트는 탈출한다. 플래시백을 통해 배트맨이 갱스터 살 마로니가 덴트에게 산을 뿌린 것을 막지 못했음이 드러난다. 이로 인해 덴트는 이중 인격을 갖게 되고, 동전 던지기처럼 상황에 따라 결정을 내리며 배트맨에게 복수를 맹세한다.
웨인 엔터프라이즈의 괴짜이자 자기중심적인 연구원 에드워드 니그마는 고용주인 브루스 웨인에게 텔레비전 신호를 뇌에 직접 발사할 수 있는 발명품을 제시하며 브루스에게 즉각 승인을 요구한다. 브루스는 니그마에게 불쾌감을 느끼고 이 기술이 정신을 조종할 수 있다는 우려 때문에 이 장치를 거부한다. 학대하는 상사를 살해하고 자살로 위장한 니그마는 사임하고 브루스에게 복수를 계획하며 수수께끼를 보낸다. 범죄 심리학자 체이스 메리디언은 니그마를 정신병자로 진단한다.
브루스는 체이스와 함께 서커스에 참석한다. 투페이스는 행사장을 장악하고 배트맨에게 정체를 밝히지 않으면 폭탄을 터뜨리겠다고 협박한다. 플라잉 그레이슨스 곡예사 가문의 막내 딕 그레이슨은 폭탄을 강에 던지지만, 그 과정에서 투페이스는 그의 가족을 죽이다. 브루스는 고아가 된 딕을 웨인 저택에 피보호자로 초대하고, 그곳에서 딕은 브루스가 배트맨임을 알게 된다. 가족의 죽음을 복수하고자 딕은 투페이스를 죽이고자 배트맨과 함께 범죄 소탕에 동참하기를 원하지만, 브루스는 은퇴를 고려 중인 딕이 새로운 삶을 살 수 있도록 돕기 위해 거절한다.
니그마는 리들러가 되어 투페이스와 힘을 합친다. 그들은 니그마의 새 회사에 자금을 대기 위해 일련의 강도 사건을 저지르고, 니그마의 뇌파 장치인 '박스'를 대량 생산한다. 이 장치는 사람들의 마음에서 정보를 훔쳐 니그마에게 전송하여 그의 지능을 향상시키지만, 동시에 현실 감각을 서서히 잃게 만든다. 니그마가 주최한 파티에서 배트맨은 투페이스를 쫓다가 거의 죽을 뻔하지만, 딕이 그를 구해준다.
배트맨은 체이스를 찾아가 브루스와 사랑에 빠졌다고 말하고, 브루스는 자신의 비밀 정체를 체이스에게 밝힌다. 박스를 통해 브루스의 비밀을 알게 된 투페이스와 리들러는 할로윈 밤 배트케이브를 파괴하고 브루스를 쏘고 체이스를 납치한다. 브루스는 정신을 차린 후, 집사 알프레드 페니워스와 함께 니그마가 리들러라는 사실을 알아낸다. 브루스는 마침내 딕을 자신의 가장 친한 친구이자 파트너인 로빈으로 받아들인다.
리들러의 은신처에서 로빈은 투페이스를 물리치지만, 그를 살려주기로 결정하고 투페이스는 로빈을 총으로 겨누어 붙잡는다. 리들러는 마지막 수수께끼를 낸다. 배트맨의 양면성을 상징하는 체이스와 로빈이 치명적인 낙하산 위 튜브에 갇혔고, 그는 그중 한 명만 구할 시간밖에 없다. 배트맨은 직접 수수께끼를 내어 리들러의 주의를 딴 데로 돌린 후, 배타랭으로 리들러의 뇌파 수신기를 파괴한다. 리들러의 정신은 손상되고, 배트맨은 바닥이 착시 현상임을 깨닫고 두 사람을 모두 구출한다. 투페이스는 두 사람을 몰아붙이고 동전을 던져 운명을 결정하려 하지만, 배트맨은 똑같은 동전 몇 개를 공중에 던지고, 투페이스는 추락사한다.
아캄 어사일럼에 수감된 니그마는 기억의 왜곡으로 완전히 망상에 빠진 자신이 배트맨이라고 외친다. 브루스는 로빈을 파트너로 삼아 배트맨으로서의 임무를 재개한다.

## 배역
- 발 킬머 - 배트맨 / 브루스 웨인
- 토미 리 존스 - 투페이스 / 하비 덴트
- 짐 캐리 - 리들러 / 에드워드 니그마
- 니콜 키드먼 - 닥터 체이스 메리디언
- 크리스 오도널 - 로빈 / 딕 그레이슨
- 마이클 고프 - 알프레드 페니워스
- 팻 힝글 - 제임스 고든 서장
- 드류 베리모어 - 슈가

## 한국어 더빙 성우진

### KBS (1997년 2월 7일)
- 이정구 - 브루스 웨인(발 킬머)
- 서혜정 - 머리디언 박사(니콜 키드먼)
- 김병관 - 하비(토미 리 존스)
- 김환진 - 리들러(짐 캐리)
- 김일 - 로빈(크리스 오도널)
- 정기항 - 알프레드(마이클 고)
- 황원 - 고든(팻 힝글)
- 최흘 - 프랭크(에드 베글리 주니어)
- 탁원제 - 버튼(러네이 오베어전와)
- 최문자 - 스파이스(데비 메이저) / 비서(킴블리 스콧)
- 김창주 - 경영진(마이클 폴 챈)
- 홍승섭 - 그레이슨의 아버지(레리 A. 리)
- 양정애 - 슈가(드루 배리모어) / 그레이슨의 어머니(글로리 피오라몬티) / 젋은 여성(레베카 부딕)
- 오인성 - 서커스 직원(다니엘 라이케르트) / 불량배(돈 윌슨) / 뉴스 앵커(필립 문)

### SBS (2002년 2월 17일)
- 이정구 - 브루스 웨인 (발 킬머)
- 배정미 - 머리디언 박사 (니콜 키드먼)
- 유강진 - 하비 (토미 리 존스)
- 김환진 - 니그마 박사 (짐 캐리)
- 김일 - 로빈 (크리스 오도넬)
- 장광 - 스티클리 (에드 베글리 주니어)
- 김규식 - 알프레드 (마이클 고프)
- 양정화 - 슈가 (드류 배리모어)
- 박상일 - 고든 (팻 힝글)
- 김수중
- 성완경